# Rangárþing ytra
Rangárþing ytra ist eine isländische Gemeinde in der Region Suðurland.
Sie wurde am 16. März 2002 aus den bisherigen Landgemeinden Rangárvellir (Rangárvallahreppur), Djúpárhreppur und Holta- og Landsveit gebildet. Zusammen mit der Parlamentswahl am 25. September 2021 findet eine Abstimmung über den Zusammenschluss der Gemeinden Ásahreppur, Mýrdalur, Rangárþing eystra, Rangárþing ytra und Skaftárhreppur statt.
Die Gemeinde hatte am 1. Januar 2023 1866 Einwohner.
Der größte Ort der Gemeinde ist Hella. Die Siedlung Rauðalækur hat 60 Einwohner (Stand: 1. Januar 2019).

## Geografie
Die westliche Gemeindegrenze (zur Gemeinde Flóahreppur) bildet der Fluss Þjórsá. Westlich von Hella liegt der westliche Teil des Gemeindegebiets von Ásahreppur. Zentral im Gemeindegebiet liegt der Vulkan Hekla.
Der See Sultartangalón liegt im Gemeindedreieck von Ásahreppur, Skeiða- og Gnúpverjahreppur und Rangárþing ytra, im Nordosten des Gemeindegebiets. Östlich des Sultartangalón liegt, angebunden über den Fluss Tungnaá, der weiträumig das Gebiet durchfließt, der See Hrauneyjalón. Etwas weiter östlich befindet sich der See Krókslón und die Kraterreihe Vatnaöldur. Südlich des Krókslón liegt der See Frostastaðavatn, der Krater Ljótipollur und das Gebiet Landmannalaugar.
Im äußersten Nordosten der Gemeinde liegt der Þórisvatn, der nur zu einem sehr kleinen Teil zur Gemeinde gehört. Südlich und südöstlich des Þórisvatn liegt ein großes Kraterseengebiet, die Veiðivötn. Der größte See dieses Gebiets ist der Litlisjór. Die nordöstliche Gemeindegrenze (zur Gemeinde Skaftárhreppur) bildet wiederum der Fluss Tungnaá.
Im Südosten von Rangárþing ytra liegt der Torfajökull und der nördliche Teil des Mýrdalsjökull, dessen Westteil zur südlichen Nachbargemeinde Rangárþing eystra gehört. Weiter westlich liegt, ebenfalls in beiden Gemeinden, der Tindfjallajökull.

## Einwohnerentwicklung
| Datum         | Einwohner                 |
| ------------- | ------------------------- |
| 1. Dez. 1997: | 1.383 (Gebietsstand 2002) |
| 1. Dez. 2003: | 1.436                     |
| 1. Dez. 2004: | 1.450                     |
| 1. Dez. 2005: | 1.459                     |
| 1. Dez. 2006: | 1.526                     |

## Verkehr
Der Trekkingweg Laugavegur führt von Landmannalaugar in die Nachbargemeinde Rangárþing eystra.